# Brandy Hill
Brandy Hill är en del av en befolkad plats i Australien. Den ligger i kommunen Port Stephens Council och delstaten New South Wales, i den sydöstra delen av landet, omkring 140 kilometer norr om delstatshuvudstaden Sydney. Antalet invånare är 673.
Runt Brandy Hill är det ganska tätbefolkat, med 67 invånare per kvadratkilometer.. Närmaste större samhälle är Maitland, omkring 14 kilometer väster om Brandy Hill.
Trakten runt Brandy Hill består till största delen av jordbruksmark. Genomsnittlig årsnederbörd är 1 277 millimeter. Den regnigaste månaden är februari, med i genomsnitt 223 mm nederbörd, och den torraste är juli, med 46 mm nederbörd.